# 行動心理捜査官・楯岡絵麻
『行動心理捜査官・楯岡絵麻』（こうどうしんりそうさかん たておかえま）は、佐藤青南による日本のミステリー小説のシリーズ。宝島社文庫より2012年から2024年にかけて刊行された。全11巻。
取調べの腕はピカイチで、絵麻という名前から「エンマ様」と呼ばれている超美貌の女性刑事・楯岡絵麻と同僚で年下の西野で展開されるシリーズ作品。
著者本人の発案によりCMが制作され、第8回『このミステリーがすごい!』大賞出身作家の伽古屋圭市が出演している。
2018年10月6日から12月15日まで、栗山千明の主演で連続ドラマ化された。
2020年4月から5月までSeason2が放送された。

## 登場人物
楯岡絵麻（たておか えま）
警視庁捜査一課巡査部長。習慣や仕草、行動パターンから相手の嘘を見破る行動心理学を駆使して被疑者を追い詰める美貌の刑事。取調べの腕はピカイチで、絵麻という名前から「エンマ様」と呼ばれている。過去に経験したとある事件がきっかけで刑事になった。
西野圭介（にしの けいすけ）
絵麻より年下の後輩男性刑事。巡査。

## シリーズ一覧
| 巻数 | 書籍名                                                | 発売日         | ISBN              | 収録作品 |
| ---- | ----------------------------------------------------- | -------------- | ----------------- | --- |
| 1    | サイレント・ヴォイス 行動心理捜査官・楯岡絵麻         | 2012年11月6日  | 978-4-80-020328-1 | - YESか脳か - 近くて遠いディスタンス - 私はなんでも知っている - 名優は誰だ - 綺麗な薔薇は棘だらけ                   |
| 2    | ブラック・コール 行動心理捜査官・楯岡絵麻             | 2014年4月4日   | 978-4-80-022493-4 | - イヤよイヤよも隙のうち - トロイの落馬 - アブナい十代 - エンマ様の敗北                                             |
| 3    | インサイド・フェイス 行動心理捜査官・楯岡絵麻         | 2015年4月4日   | 978-4-80-023979-2 | - 目は口以上にモノをいう - 狂おしいほどEYEしてる - ペテン師のポリフォニー - 火のないところに煙を立てろ              |
| 4    | サッド・フィッシュ 行動心理捜査官・楯岡絵麻           | 2016年4月6日   | 978-4-80-025455-9 | - 目の上のあいつ - ご近所さんにご用心 - 敵の敵も敵 - 私の愛したサイコパス                                           |
| 5    | ストレンジ・シチュエーション 行動心理捜査官・楯岡絵麻 | 2017年3月4日   | 978-4-80-026925-6 | - 信じる者は足をすくわれる - ホーム・スイート・ホーム - センターは譲れない - 非家族の肖像                           |
| 6    | ヴィジュアル・クリフ 行動心理捜査官・楯岡絵麻         | 2018年4月21日  | 978-4-8002-8315-3 | 長編 |
| 7    | セブンス・サイン 行動心理捜査官・楯岡絵麻             | 2018年10月29日 | 978-4-8002-9000-7 | 長編 |
| 8    | ツインソウル 行動心理捜査官・楯岡絵麻                 | 2020年3月12日  | 978-4-299-00244-0 | - 人気者を殺ってみた - 歪んだ轍 - トンビはなにを産む - きっと運命の人                                               |
| 9    | 行動心理捜査官・楯岡絵麻 vs ミステリー作家・佐藤青南  | 2021年5月11日  | 978-4-299-01614-0 | 長編 |
| 10   | ホワイ・ダニット 行動心理捜査官・楯岡絵麻             | 2023年4月6日   | 978-4-299-04142-5 | - 殺人動画にいいねとチャンネル登録お願いします - 指名料はおまえの命で - 天才子役はミスキャスト - 誰がために鈴は鳴る |
| 11   | ラスト・ヴォイス 行動心理捜査官・楯岡絵麻             | 2024年4月10日  | 978-4-299-05426-5 | - 墜ちた英雄 - 種も仕掛けも全部ある - ラスト・ヴォイス                                                              |

## テレビドラマ
2018年10月6日から12月15日まで、『サイレント・ヴォイス 行動心理捜査官・楯岡絵麻』のタイトルで放送された。BSテレ東（同年10月1日をもって「BSジャパン」から名称変更）の「土曜ドラマ9」枠の第1弾作品。
2018年12月15日、21時54分 - 22時に楯岡絵麻の同僚・綿貫刑事と婦警シオリが難事件に挑む第9.5話(9話と10話の間)スピンオフスペシャル「行動心理捜査官・綿貫&シオリ」、2020年3月7日に特別篇『悪魔の学問』、同年3月28日11時30分 - 12時にスピンオフ「サイレント・ヴォイス 行動心理捜査官・綿貫&シオリ Season2 取調べファイル」、同年4月期からSeason2が放送された。
Season1に関しては、これまで2度、地上波のテレビ東京でも放送されている。1度目は、2019年1月9日から3月13日まで、毎週水曜日の3:25 - 4:18（火曜日深夜）枠にて関東ローカルで、2度目は2020年4月期の「金曜8時のドラマ」枠で開始予定だった『らせんの迷宮〜DNA科学捜査〜』の放送延期を受けて、同年5月1日から7月10日まで、同枠内で全国放送され、続編Season2の衛星波での放送も継続して放送した。
2度目の「Season1」地上波放送に関して、新聞上は再放送の扱いであったが、テレビ東京公式サイトの番組表内では、再放送の扱いや案内を受けなかった。

### キャスト

#### レギュラー
- 楯岡絵麻（警視庁捜査一課） - 栗山千明[20]
- 西野圭介（警視庁捜査一課） - 白洲迅（Season1）[20]
- 東野浩介（警視庁捜査一課） - 馬場徹（Season2）[21]
- 筒井道大（警視庁捜査一課） - 宇梶剛士[20]
- 綿貫俊（警視庁捜査一課） - 野村修一[20]
- 林田シオリ（警視庁総務課） - 椎名香奈江[20]

#### ゲスト

##### Season1
第1話「YESか脳か」
- 崎田博史（ネットカフェ難民・本名「白井敦」） - 佐伯大地
- 三原千種（誘拐犯・リストラされた社員） - 安藤輪子
- 男（ネットカフェ難民・本当の崎田博史） - 三村和敬

第2話「近くて遠いディスタンス」
- 福永善樹（歯科医） - 津田寛治
- 木村あゆみ  - 原田佳奈
- 武井朋彦 - 龍坐
- 武井道代 - 片岡明日香
- 梶原元就（本当の被害者） - 谷遼

第3話「私は何でも知っている」
- 手嶋奈緒美（霊能者） - 堀内敬子
- 町田慎一郎（手嶋の元夫） - やべけんじ
- 山本高臣 - 須賀貴匡
- 江口道成 - 有福正志

第4話「トロイの落馬」
- 松尾隆太郎（人権派弁護士） - 西村和彦
- 高山幸司（プログラマー） - 少路勇介
- 清水法子（IT会社社員） - 奥村佳恵
- 高橋純（弁護士秘書）- 藤木由貴

第5話「アブナい十代」
- 東村歩（明月学園高校 1年） - 望月歩
- 三輪次郎（明月学園高校 教員） - 橋本真一
- 神谷稔（明月学園高校 理事長） - 越村公一

第6話「名優は誰だ」
- 内嶋紗江子（女優・芸名「城之内紗江」） - 森口瑤子
- 内嶋貴宏（俳優） - 森岡豊
- 木戸真理（人気若手女優） - 池上紗理依
- 内嶋沙貴（紗江子と貴宏の娘） - 若柳琴子

第7話「イヤよイヤよも隙のうち」
- 木谷徹（無職・元美術教師） - 眞島秀和
- 久我春奈（7年間行方不明だった女性） - 三浦由衣
- 木谷園子（徹の母・小児科医） - 辻沢杏子

第8話「毒をもって毒婦を制す」
- 中越晴美（主婦） - MEGUMI
- 安達遼平（晴美の弟・投資家） - 渋谷謙人
- 中越弘嗣（晴美の夫・工務店経営） - 山上賢治

第9話「狂おしいほどにEYEしてる」
- 細川めぐみ（看護師） - 山本未來
- 三嶋裕貴（元外科医） - 安井順平
- 末永創（めぐみの恋人・会社経営者） - 湯江タケユキ
- 小宮 - 平野勇樹
- 八坂宜弘 - 佳久創

最終話「綺麗な薔薇は棘だらけ」
- 矢田部香澄（自称 音大院生） - 逢沢りな
- 楠木ゆりか（心療内科医・矢田部の主治医） - 野波麻帆

第9.5話 スピンオフスペシャル「行動心理捜査官・綿貫&シオリ」
- 宇崎晋（バンドマン） - 福澤重文
- 川瀬尚美（OL） - 西慶子

特別篇「悪魔の学問」
- 占部亮寛（絵麻の大学時代の恩師）- 石黒賢
- 占部加世子（亮寛の妻） ‐ 井上依吏子
- 敷島花音 - 川添野愛
- 野崎恵 - 飯田祐真
- 山野加世子 - 舟木幸

スピンオフ 「サイレント・ヴォイス 行動心理捜査官・綿貫&シオリ Season2 取調べファイル」
- Mプロデューサー - 福澤重文

##### Season2
第1話「間違った正義」
- 宮出耕史（警視庁捜査一課 刑事） - 筧利夫
- 江口匡毅（消費者金融 代表取締役） - 成松修
- 江口奈美（匡毅の妻） - 佐藤乃莉
- 倉林友一（宮出の情報屋） - 町田大和

第2話「スキャンダラスな男」
- 岡村康弘（音楽事務所社長兼プロデューサー） - 川平慈英
- 吉田恭司（カリスマロックミュージシャン） - 吉原雅斗（BOYS AND MEN）
- 松崎真也（恭司の元バンドメンバー） - 平松賢人（BOYS AND MEN）
- 吉田和美（恭司の妻） - 三木くるみ

第3話「ペテン師のポリフォニー」
- 小比類巻美鈴（作曲家・聴覚障がい者） - 杉田かおる
- 樋口優希（足の不自由な大学生） - 佐久間悠
- 玉山恵（音楽講師・小比類巻のゴーストライター） - 新井郁
- 永沢征治（フリーライター） - 渡辺隆二郎

第4話「完全無欠のアイドル」
- 星野舞（アイドルグループ「サクランボアーミー」メンバー・通称「マイマイ」） - 小川紗良
- 月影久美子（アイドルグループ「サクランボアーミー」メンバー・通称「くーにゃん」） - 大幡しえり
- 白雪三希（アイドルグループ「サクランボアーミー」メンバー・通称「ミッキー」） - 高崎かなみ
- 花園友里恵（アイドルグループ「サクランボアーミー」メンバー・通称「ぞのゆり」） - 大谷凛香
- 吉村勝也（「サクランボアーミー」熱狂的ファン） - 久松龍一

第5話「読みすぎていた男」
- 丹羽三善（棋士「竜子」「帝王」「達人」三冠保持者） - 渡部豪太
- 藤本明恵（スナックのママ・元家政婦） - 田山由起
- 神崎良（かつてのトップ棋士・八段） - 蔵原健
- 神崎香花（神崎良の娘・高校生） - 街山みほ
- 久我沢仁志（スナックの常連客） - 水野智則

第6話「死にゆく隣人への祈り」
- 成田孝行（谷中カトリック教会・神父） - 横田栄司
- 稲村喜代美（教会の隣人） - ふくまつみ
- 成田睦美（孝行の養女） - 黒川心

第7話「勝利への体罰」
- 堀田諒一（高校教師・駅伝部監督） - 姜暢雄
- 野島萌（高校2年生・駅伝部部員） - 太田夢莉
- 谷本紗里（高校3年生・駅伝部主将） - 搗宮姫奈
- 野島祐子（萌の母） - 正木佐和

第8話「ワン・フォー・オール、
オール・フォー・ワン」
- 藤川純希（国会議員） ‐ 石田法嗣
- 柳瀬茜（新聞記者） - 鮎川桃果
- 宇和島啓介（藤川のボランティアスタッフ） - 阿部遼哉
- リカ（藤川のボランティアスタッフ） ‐ 希代彩
- 記者 - 広瀬斗史輝
- 柳瀬祥子（茜の母親） - 角南範子

### スタッフ（テレビドラマ）
- 原作 - 佐藤青南「行動心理捜査官・楯岡絵麻」シリーズ（宝島社）
  - Season1 - 『サイレント・ヴォイス』『ブラック・コール』『インサイド・フェイス』
- 脚本 - ブラジリィー・アン・山田、大浦光太、本田隆朗
- 演出 - 山内大典、根本和政、朝比奈陽子
- 音楽 - 鈴木ヤスヨシ
- 振付 - あさづきかなみ
- 主題歌
  - Season1 / 特別篇 - The Super Ball「FUSEKI」
  - Season2 - WANDS「抱き寄せ 高まる 君の体温と共に」[25]
- 技術協力 - アップサイド、サウンドライズ
- 美術協力 - フジアール
- ポスプロ - ビデオフォーカス
- プロデューサー - 森田昇（BSテレ東）、岩田祐二（共同テレビ）、山内大典（共同テレビ）
- 制作 - BSテレ東、共テレ
- 製作・著作 - 「サイレント・ヴォイス」製作委員会

### 放送日程

#### Season1
| 各話   | 放送日                       | 放送日                                | 放送日                             | サブタイトル            | ラテ欄                                 | 脚本                     | 監督       |
| 各話   | BSテレ東                     | テレビ東京                            | テレビ東京                         | サブタイトル            | ラテ欄                                 | 脚本                     | 監督       |
| 各話   | 土曜ドラマ9 （衛星波本放送） | 水曜未明枠 （火曜深夜・関東ローカル） | 金曜8時のドラマ （地上波全国放送） | サブタイトル            | ラテ欄                                 | 脚本                     | 監督       |
| ------ | ---------------------------- | ------------------------------------- | ---------------------------------- | ----------------------- | -------------------------------------- | ------------------------ | ---------- |
| 第1話  | 2018年10月06日               | 2019年01月09日                        | 2020年05月01日                     | YESか脳か               | 嘘を見抜く女刑事 密室で謎解く心理戦    | 本田隆朗                 | 山内大典   |
| 第2話  | 10月13日                     | 1月16日                               | 5月08日                            | 近くて遠いディスタンス  | 美人刑事VS嘘の医師 放火殺人の驚愕結末  | 大浦光太                 | 山内大典   |
| 第3話  | 10月20日                     | 1月23日                               | 5月15日                            | 私は何でも知っている    | 占い&霊能者! 美女対決…謎の予告殺人     | 大浦光太                 | 根本和政   |
| 第4話  | 10月27日                     | 1月30日                               | 5月22日                            | トロイの落馬            | VS嘘のプロ・弁護士 大量殺人予告と冤罪  | ブラジリィー・アン・山田 | 根本和政   |
| 第5話  | 11月03日                     | 2月06日                               | 5月29日                            | アブナい十代            | 天才高校生に完敗!? 大人に挑む嘘と爆弾  | 本田隆朗                 | 山内大典   |
| 第6話  | 11月10日                     | 2月13日                               | 6月05日                            | 名優は誰だ              | 嘘の仮面被る大女優 嫉妬か愛か不倫殺人  | ブラジリィー・アン・山田 | 山内大典   |
| 第7話  | 11月24日                     | 2月20日                               | 6月12日                            | イヤよイヤよも隙のうち  | 少女を7年間監禁! 究極の愛か虐待か!?    | ブラジリィー・アン・山田 | 根本和政   |
| 第8話  | 12月08日                     | 2月27日                               | 6月26日                            | 毒をもって毒婦を制す    | 黒い保険金! 悲運の妻か魔性の毒婦か!?   | 本田隆朗                 | 朝比奈陽子 |
| 第9話  | 12月15日                     | 3月06日                               | 7月03日                            | 狂おしいほどにEYEしてる | 心神喪失者の悲しい 無実殺人&連続不審死 | ブラジリィー・アン・山田 | 山内大典   |
| 最終話 | 12月15日                     | 3月13日                               | 7月10日                            | 綺麗な薔薇は棘だらけ    | 稀代の毒婦から命懸け 前代未聞の挑戦状! | 大浦光太                 | 根本和政   |

#### 特別篇
| 放送日       | サブタイトル | ラテ欄                                                                         | 脚本     | 監督     |
| ------------ | ------------ | ------------------------------------------------------------------------------ | -------- | -------- |
| 2020年3月7日 | 悪魔の学問   | 嘘を見抜く美貌の女刑事! 強敵で最恐危機 証言者の記憶が改竄!? 密室で謎解く心理戦 | 大浦光太 | 山内大典 |

#### Season2
| 各話   | 放送日        | サブタイトル                                | ラテ欄                                                         | 脚本                     | 監督     |
| ------ | ------------- | ------------------------------------------- | -------------------------------------------------------------- | ------------------------ | -------- |
| 第1話  | 2020年4月11日 | 間違った正義                                | 嘘を見抜く美人刑事 密室で謎解く心理戦                          | ブラジリィー・アン・山田 | 山内大典 |
| 第2話  | 4月18日       | スキャンダラスな男                          | 人を操る嘘のプロ! 自殺? 薬物死? 愛?                            | 本田隆朗                 | 根本和政 |
| 第3話  | 4月25日       | ペテン師のポリフォニー                      | 奇跡の天才音楽家? 現代のベートーベンはペテン師!?               | 大浦光太                 | 根本和政 |
| 第4話  | 5月02日       | 完全無欠のアイドル                          | 美少女アイドル殺害 女同士の熾烈な戦いと心の深い闇              | 本田隆朗                 | 山内大典 |
| 第5話  | 5月09日       | 読みすぎていた男                            | 全てを読む天才棋士 完璧すぎるアリバイに命がけ勝負              | ブラジリィー・アン・山田 | 根本和政 |
| 第6話  | 5月16日       | 死にゆく隣人への祈り                        | 騒音おばさん&宗教善人の嘘を神は許すか ゾッとする狂気結末       | 大浦光太                 | 山内大典 |
| 第7話  | 5月23日       | 勝利への体罰                                | 名門運動部で生徒が死亡! 有名監督の嘘! 体罰? 愛? 洗脳?          | 本田隆朗                 | 根本和政 |
| 最終話 | 5月30日       | ワン・フォー・オール、 オール・フォー・ワン | 敵は若手政治家! 警察に圧力! SNSで絶大な人気…女性記者と違法薬物 | ブラジリィー・アン・山田 | 山内大典 |

### 各局での放送

#### 系列局での放送
Season1
- テレビ大阪（TVO）2019年7月8日 - 9月9日・毎週月曜（日曜深夜）
- この他、テレビ愛知（TVA）でも2019年に平日の午後に2話まとめて放送した実績がある

#### 系列外での放送
Season1
- 石川テレビ（ITC）2019年9月19日 - 11月21日・毎週木曜（水曜深夜）[注 1]
- BSJapanext　2024年1月5日 - 4月12日・毎週金曜（8時から2話まとめて放送しSeason2も放送した）
- この他、チャンネルNECOなどでも放送された実績がある

| BSテレ東 土曜ドラマ9 | BSテレ東 土曜ドラマ9 | BSテレ東 土曜ドラマ9                                                             |
| 前番組 | 番組名 | 次番組                                                                           |
| --- | --- | -------------------------------------------------------------------------------- |
| 極道めし （2018年7月14日 - 9月22日） 【本作品まで連続ドラマJ枠】                                                                                       | サイレント・ヴォイス 行動心理捜査官・楯岡絵麻 （2018年10月6日 - 12月15日） 【本作品から土曜ドラマ9枠】 | 神酒クリニックで乾杯を （2019年1月12日 - 3月30日）                               |
| 釣りバカ日誌〜新入社員 浜崎伝助〜 （2019年10月26日 - 12月28日） ↓ 釣りバカ日誌 Season2〜新米社員 浜崎伝助〜 （2020年1月4日 - 3月21日） ※4Kリマスター版 | サイレント・ヴォイス 行動心理捜査官・楯岡絵麻 Season2 （2020年4月11日 - 5月30日） | 執事 西園寺の名推理 （2020年6月13日 - 8月1日）                                   |
| テレビ東京 水曜（火曜深夜） 3:25 - 4:18枠 | |                                                                                  |
| 極道めし （2018年10月19日 - 12月12日） | サイレント・ヴォイス 行動心理捜査官・楯岡絵麻 （2019年1月9日 - 3月13日） | 海外ドラマセレクション （2019年4月3日 - 9月27日） 【平日 12:40 - 13:35から移動】 |
| テレビ東京系 金曜8時のドラマ | |                                                                                  |
| 駐在刑事 Season2 （2020年1月24日 - 3月6日） | サイレント・ヴォイス 行動心理捜査官・楯岡絵麻 （2020年5月1日 - 7月10日） | 記憶捜査2〜新宿東署事件ファイル〜 （2020年10月23日 - 12月4日）                   |
| テレビ東京・テレビ北海道・テレビ愛知・テレビせとうち ドラマ傑作選（月曜 - 木曜・ローカルセールス枠の帯番組）                                           | |                                                                                  |
| 警視庁ゼロ係〜生活安全課なんでも相談室〜 SEASON5 （再放送・2022年7月26日 - 8月10日）                                                                   | サイレント・ヴォイス 行動心理捜査官・楯岡絵麻 （再放送・2022年8月11日 - 8月29日） ↓ サイレント・ヴォイス 行動心理捜査官・楯岡絵麻 特別篇 （2022年8月30日 - 8月31日） ↓ サイレント・ヴォイス 行動心理捜査官・楯岡絵麻 Season2 （2022年9月1日 - 9月14日） | 孤独のグルメ Season1 （再放送・2022年9月15日 - 9月26日） ※2話連続放送            |